# Българи от старо време
„Българи от старо време“ е повест от Любен Каравелов, която се отнася за времето на Възраждането, XIX век.
В книгата се описват основните недостатъци на българското общество, но също така се описват традиции и ценности. Основната идея на книгата е: „Няма, няма на света по-сладко нещо, отколкото да направи човек добро“.

## История
Каравелов публикува повестта за първи път на руски език през 1867 г. в сп. „Отечественные записки“ (т. 173 и 174) под заглавие „Болгары старого времени. Рассказ“. На следващата година Каравелов включва творбата си в сборника „Страницы из книги страданий болгарского племени“, предназначен за руския читател. Той цели да даде представа за традиционния, обичаен, живот на българите и за неговото потъпкване и разрушаване в условията на политически и духовен гнет. През 1872 г. авторът сам превежда на български език „Българи от старо време“, за да я публикува в своя вестник „Свобода“, предназначен за читателите по българските земи, както и за емигрантите извън тях.

## Сюжет
Разказва се за това как дядо Либен иска да ожени сина си Павлин за дъщерята на хаджи Генчо – (Хаджи Генчо е твърде почтен човек, твърде добър, много учен и разумен; той всичко знае и на всичко е готов да ти отговори) – Лила. Сватбата е уговорена, но двамата бащи се скарват и ядосани един на друг, решават да я отменят. Влюбеният Павлин се промъква една нощ в къщата на хаджи Генчо, за да отведе Лила от дома ѝ и да се ожени за нея въпреки забраната на двамата бащи но бива хванат от хаджи Генчо и отива в затвора. Алчният хаджи Генчо иска 5000 в замяна на свободата на Павлин, обвинявайки го за крадец и измамник. Дядо Либен плаща глобата и синът му е освободен, но хаджи Генчо решава, че е по-добре да прати дъщеря си в манастир, за да я държи далеч от нейния любим. Въпреки това, Павлин успява да я спаси с помощта на баща си, след което двамата млади се женят. Накрая хаджи Генчо отива в тяхната къща и връща взетите 5000 като ги дава на внука си, уж разкайвайки се за стореното, но всъщност само иска да се възползва от тяхното гостоприемство и да пие от хубавото винце на дядо Либен.